# 佩蒂伯恩鎮區 (北達科他州基德縣)
佩蒂伯恩鎮區（英語：Pettibone Township）是位於美國北達科他州基德縣的一個鎮區。

## 地方資料
佩蒂伯恩鎮區的面積為92.61平方千米，當中陸地面積為83.23平方千米，而水域面積為9.38平方千米。根據2020年美國人口普查的數據，當地共有人口42人，而人口密度為每平方千米0.45人。